# Налегке
«Налегке» (англ. Roughing It) — полуавтобиографическая повесть Марка Твена в жанре путевого очерка. Была написана в течение 1870—1871 годов и опубликована в 1872 году. В книге рассказываются события, предшествовавшие описанным в более раннем произведении Твена «Простаки за границей» (1869). Автор чаще прибегал к вымыслу, чем в «Простаках».
После успеха «Простаков за границей» Марк Твен в 1870 году начал писать новую книгу путевых очерков о своей жизни в отдаленных областях Америки в первой половине 60-х годов XIX века. О некоторых событиях писатель почерпнул информацию из путевых заметок своего старшего брата, вместе с которым он совершил путешествие на Запад. Также он переработал ряд собственных корреспонденций с Гавайских островов, опубликованных в американской прессе в 1866 году.
В «Налегке» описаны приключения молодого Марка Твена на Диком Западе в течение 1861—1866 годов. Книга начинается с того, что Марк Твен отправляется в путешествие на Запад вместе со своим братом Орайоном Клеменсом, который получил должность секретаря Территории Невада. Далее автор повествует о последовавших событиях собственной жизни: о длительной поездке в почтовой карете из Сент-Джозефа в Карсон-Сити, о посещении общины мормонов в Солт-Лейк-Сити, о попытках найти золото и серебро в горах Невады, о работе на обогатительной фабрике, о спекуляциях с недвижимостью, о посещении Гавайских островов, озера Моно, о землетрясении 1865 года в Сан-Франциско, свидетелем которого он был, о начале писательской деятельности и т. д. Однако он умолчал, что путешествие было по сути бегством из Миссури, т.к. он дезертировал из армии КША, в которой прослужил несколько недель.
На русский язык часть книги (первые 45 глав из 79) была переведена Н. Н. Панютиной и опубликована в 1898 году под заглавием «Выдержал, или Попривык и Вынес», а также Е. М. Чистяковой-Вэр в 1911 под заглавием «Пережитое». В 1959 году был опубликован полный перевод «Налегке», выполненный В. Топер и Т. Литвиновой.